# Cercococcyx
Cercococcyx es un género de aves cuculiformes de la familia Cuculidae propias de la selva tropical africana.

## Especies
El género Cercococcyx incluye las siguientes especies:
- Cercococcyx mechowi - cuco colilargo oscuro;
- Cercococcyx olivinus - cuco colilargo oliváceo;
- Cercococcyx montanus - cuco colilargo montano.